# 包帯

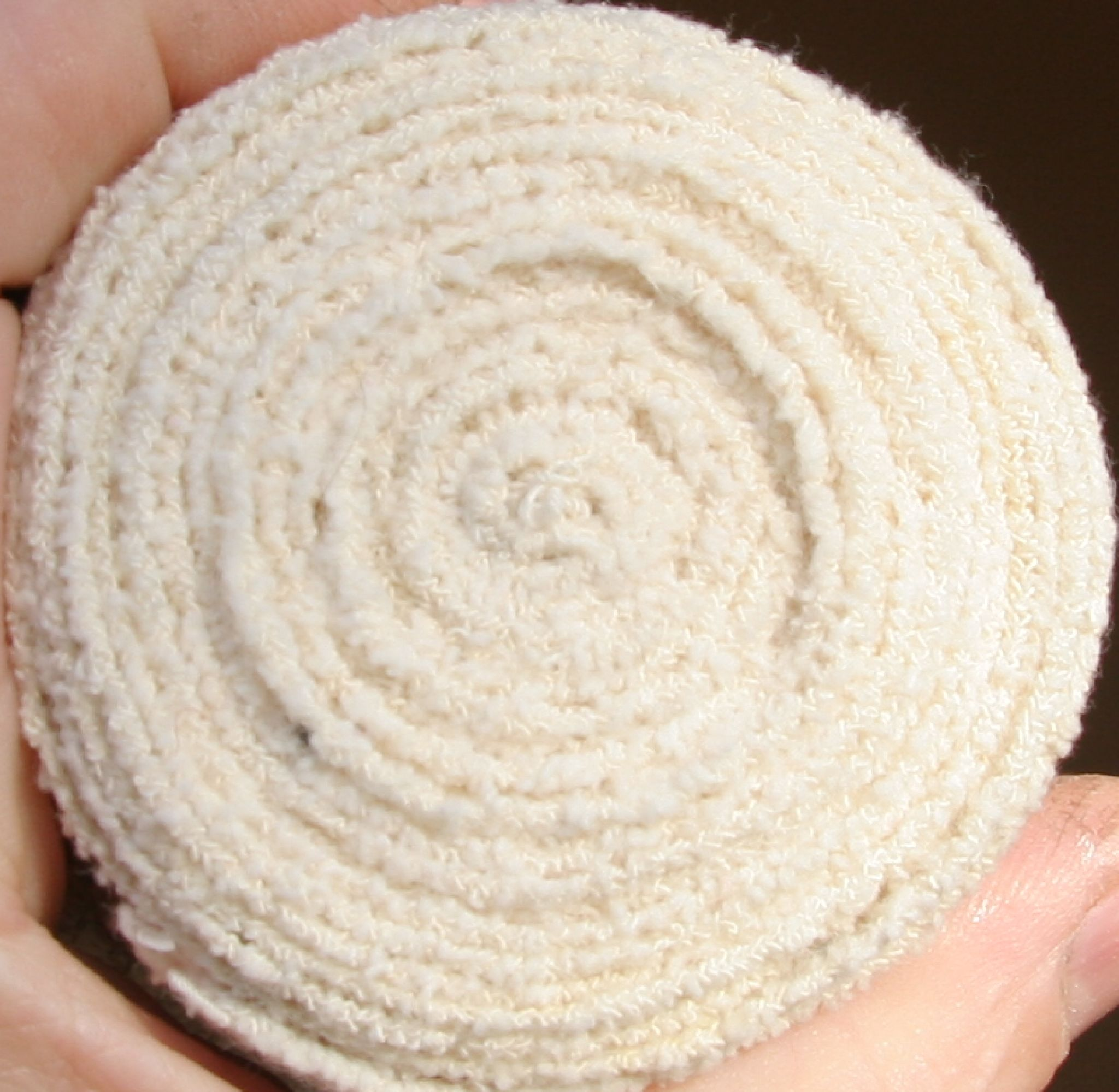
弾性包帯

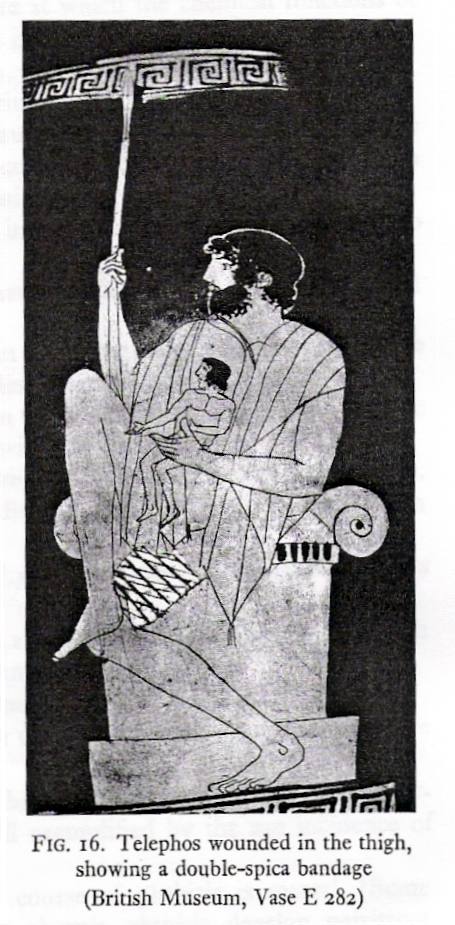
包帯法の一、麦穂帯を大腿部に施している（古代ギリシャ）

包帯（ほうたい、英: bandage）は、傷や出血などの箇所に、包帯での圧迫によって出血を止めたり、吸水性の高い綿で血や膿などを吸収させたり、あるいは清潔を保つために当てる保護ガーゼを固定するガーゼ生地の布である。繃帯（繃は、つかねる、まく、つつむの意）とも表記される（そもそも「繃帯」は bandage の音訳）。

## 包帯の種類
包帯には適度の厚みと幅が必要である。傷や出血箇所を清潔を保つための保護ガーゼを固定したりする他、患部に巻いて固定し、その安静を保ったり、負傷した腕を吊ったり、あるいは骨折部分に添えられた副子（添え木、シーネ。アルミニウム合金表面を発泡ポリウレタンで覆ったアルミシーネの他、樹脂製シーネ、プラスチック製シーネなど）を固定したりするなどその使用法はさまざまである。

### 伸縮性による分類
- 巻軸包帯 - 患部の固定に用いる伸縮性の少ない包帯[1]
- 伸縮包帯 - 患部周辺の保護に用いる伸縮性のある包帯[1]
- 弾力包帯 - 外傷性膨張、捻挫、骨折時の固定などに用いるゴム糸を使用しない伸縮性包帯[1]
- 弾性包帯（英語版） - 圧迫固定に用いるゴムやそれに近い素材でできた伸縮性包帯[1]

### 粘着性のある包帯
粘着性のある包帯に粘着包帯や自着包帯がある。

### 管状の包帯
管状の包帯にネット包帯やチューブ包帯がある。

## 包帯の歴史
紀元前にはミイラに麻の包帯が使用されていた。また、医療目的では中世ヨーロッパでは医療用に包帯が使われていた。
日本では明治時代中頃になるまで晒（さらし）木綿や手拭いを割いたものが利用され、包帯のサイズの単位である裂（れつ）はこれに由来する。日本では関東大震災で包帯の需要が増え、1929年（昭和4年）頃から機械による大量生産が始まった。

## 包帯の使用

### 包帯法
救急医療の場面では、三角巾を巻軸包帯の代わりにさまざまな折りたたみ方で、圧迫止血材、吊り具、頭部の保護などに用いる。その基底にあるべきものとして、創傷、捻挫、骨折などの傷病治療のために患部に各種衛生材料、各種器具類を装着する手技、方法を包帯法と呼び、日本赤十字社が救急法の講習で指導しているものが広く普及している。その主な目的は次の2つである。
1. 患部の被覆、保護、圧迫。すなわち汚染、外力から創部を保護し、腫脹、出血部についてはこれを圧迫する。
2. 患部の固定、支持、牽引。すなわち捻挫、脱臼、骨折を安定化させ、疼痛を緩和させる。

上記1のための包帯法としては、材料に巻軸帯、布はく帯、弾性巻軸帯、絆創膏帯を用い、手技では四肢に環行帯、蛇行帯、らせん帯（走行帯）、折転帯を、関節部に8字帯を用いる。この特殊型にヒポクラテス帽子帯、眼帯、提乳帯がある。三角巾、四角巾などによる布はく帯は全身に用い、巻軸帯としても応用される。この特殊型には腹帯、T字帯、スカルテタス帯、多尾帯がある。
上記2のための代表的な包帯法としてはギプス包帯、副子包帯が挙げられる。この特殊型にコルセット、頚部固定カラー、クラビクルバンドがある。
基本包帯法としては、環行帯、螺旋帯、折転帯、亀甲帯、麦穂帯がある。

### 格闘技での使用
格闘技や激しいぶつかりあいのあるスポーツなどでも、負傷を防いだり、既に軽度の負傷がある場合にも、その部位を保護するために伸縮性のある弾性包帯をバンデージ、ハンドラップとして使用することがあり、特に痛めやすいナックルパートや手首を中心に使われることが多い。サポーターやテーピングと軌を一にするものである。
プロボクシングの公式試合においては、バンデージには片方の手につき幅2インチ（5.1cm）、長さ10ヤード（9.14m）未満の柔らかい布を使用し、これを控室でインスペクター同席の下に着け、その内部に何も巻きこんではならず、またナックルパート以外であれば、安定させるために片方の手につき幅1インチ（2.5cm）、長さ6フィート（1.83m）の工業用以外の粘着性テープを使用してもよいと規定されている。JBCの定めたこのルールに違反した場合にはサスペンション、罰金などの処分を受ける（JBCルール第2部第15章）。ボクシンググローブを外した後のバンデージに黒の油性フェルトペンで何か書かれているのを見る事があるが、これはインスペクターによる封印のサインである。一旦巻かれた後で剥がされると書かれたものもずれるのですぐに発覚する。